# محتوای الکل خون

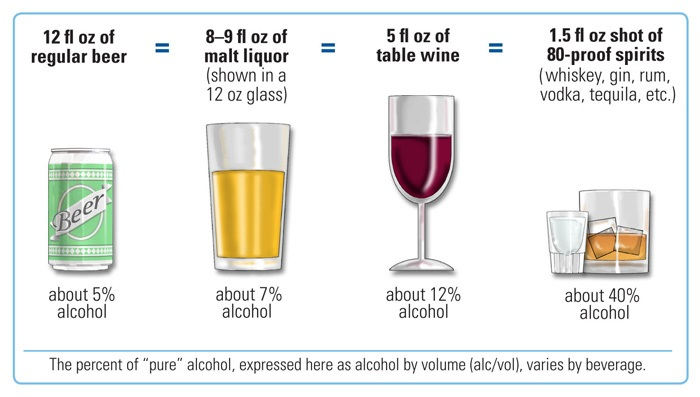
هر یک از نوشیدنی‌های الکلی در تصویر، ۱۴ گرم یا ۱۷٫۷ میلی لیتر اتانول دارد. در این تصویر از چپ به راست: میزان الکل ۱۲ اونس سیال حدوداً برابر با ۳۵۴ میلی لیتر از آبجوی معمولی معادل است با ۲۳۶ تا ۲۶۶ میلی لیتر از آبجوی با الکل بالا، معادل است با ۱۴۷ میلی لیتر شراب سر میز برابر است با ۴۴ میلی لیتر نوشیدنی الکلی تقطیری مانند ویسکی، جین، رام، ودکا، نکیلا و …

محتوای الکل خون (به انگلیسی: Blood alcohol content) یا غلظت الکل خون که به صورت خلاصه (BAC) گفته می‌شود پیمانه ای در سنجش مستی افراد است که کاربرد پزشکی یا قانونی دارد. عددی که در محتوای غلظت بیان می‌شود به درصد است به عبارت دیگر محتوای الکل یک دهم به معنی یک دهم درصد است که می‌تواند جرمی یا حجمی باشد بنابراین محتوای الکل ۰٫۱۰ جرمی برابر است با ۰٫۱ گرم الکل در ۱۰۰ گرم خون (23 mmol/L) محتوای الکل صفر به معنی عدم مصرف الکل است. بالاترین محتوای الکل مجاز در هنگام رانندگی در کشورهای مختلف بین ۰٫۰۲ تا ۰٫۰۸ متغیر است. درصد الکل بالاتر از ۰٫۰۸ درصد به شدت آسیب رسان و درصد الکل بالاتر از ۰٫۴ درصد به صورت بالقوه کشنده در نظر گرفته می‌شود.
نخستین بار در دههٔ ۱۹۲۰ دانشمند سوئدی به نام اریک ویدمارک روشی برای برآورد میزان الکل خون پیشنهاد کرد.